# سرينادة

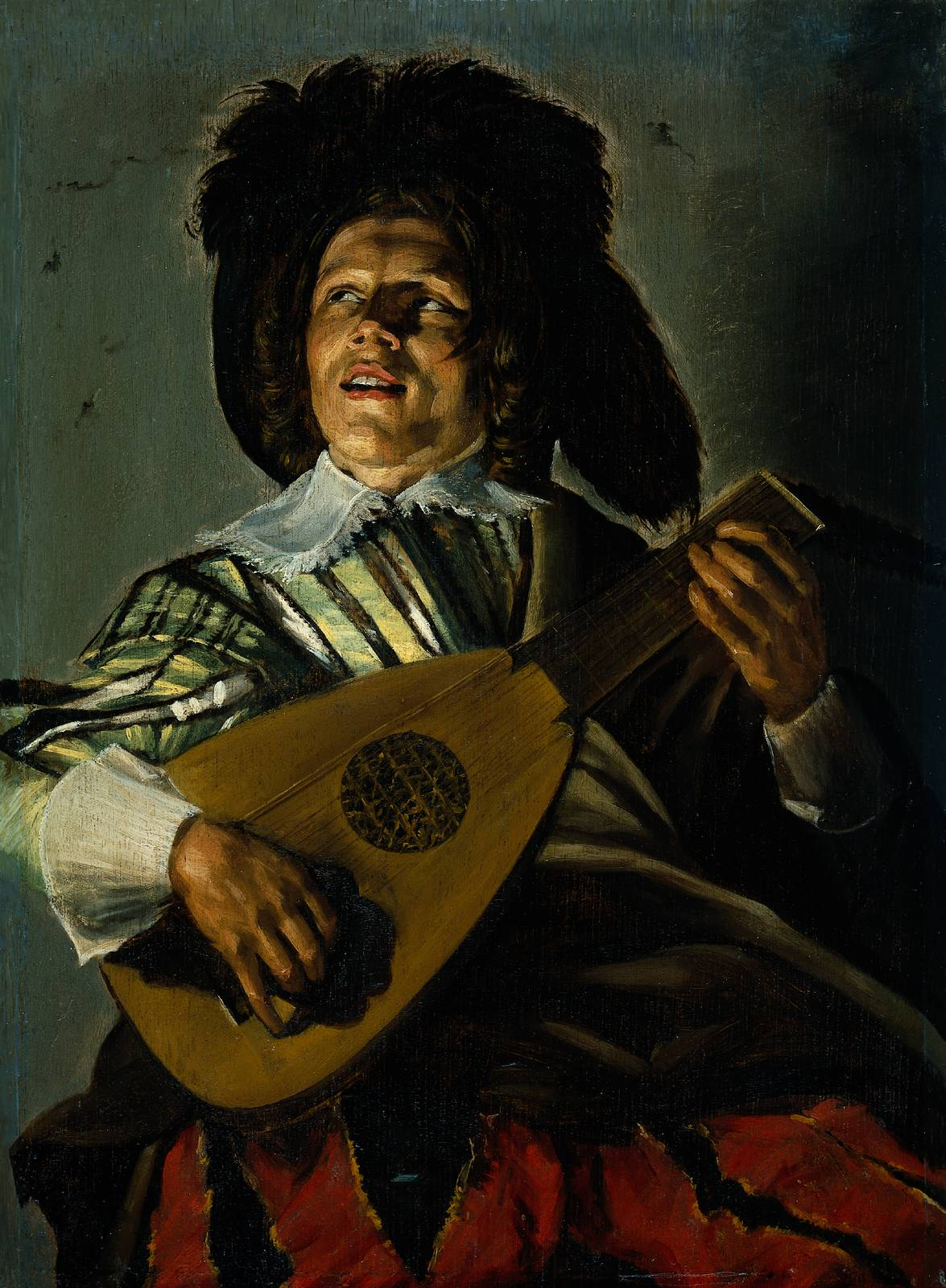

السرينادة في الموسيقى، (بالإنجليزية serenade أو احيانا serenata) عمل موسيقي يعرض على شرف شخص ما. عادة تكون السرينادة عمل موسيقي هادئ وخفيف.
تعد السرينادة في الأصل أغنية ليلية للتودد للمحبوبة، ولاحقا في بداية أواخر القرن ال18، صارت السرينادة متتالية قصيرة من مقطوعات آلية، تماثل الدفرتمنتو. مثال على النوع الأول من الموسيقى سرينادة «أوه تعالي للنافذة»، من أوبرا دون جيوفاني لموتسارت. السرينادة الآلية فقدت تدريجيا صلتها بالتودد للمحبوبة وصارت نحو 1770 أساسا مجموعة مقطوعات خفيفة مثل الرقصات والمارشات المناسبة للعرض في الهواء الطلق في المساء.
كتب موتسارت عدة أعمال سرينادة لمجموعات الآلات مثلما فعل بعده فرانز شوبرت وبيتهوفن وبرامز وتشايكوفسكي وماكس ريجر. في القرن العشرين استخدم سترافنسكي الخفة التقليدية التي تميز النوع حين أطلق على واحدة من مؤلفاته الكلاسيكية المجددة للكيبورد «سرينادة» 1925. وكتب بنجامين بريتن «سرينادة منصف رقم 31» عام 1943 وهي عبارة عن مجموعة أغاني عن المساء.

## هوامش
1. ↑  "serenade." Encyclopædia Britannica. Encyclopædia Britannica Ultimate Reference Suite. Chicago: Encyclopædia Britannica, 2011.